# Pierre-Paul Margane de Lavaltrie
Pierre-Paul Margane de Lavaltrie (13 août 1743 – 10 septembre 1810) était un seigneur et figure politique du Bas-Canada.
Il est né à Montréal en 1743, le fils unique de Pierre-Paul Margane de Lavaltrie, un seigneur et capitaine dans l'armée française basée en la Nouvelle-France.
Il a rejoint l'armée coloniale à l'âge de 13 ans, devient lieutenant et a combattu à la Bataille des Plaines d'Abraham en 1759. L'année suivante, il revient en France avec son régiment . En 1765, il retourne au Québec à la demande de son père et hérite de la seigneurie de Lavaltrie l'année suivante, après la mort de son père. Plus tard cette année, il épouse Marie-Angélique, la fille du seigneur Louis de La Corne dit La Corne de l'aîné. En 1775, il participe à la défense du Fort Saint-Jean (Saint-Jean-sur-Richelieu) contre les envahisseurs Américains et poursuit la défense de la colonie jusqu'à ce que les Américains se retirent en 1776. Lavaltrie hérite des seigneuries de Terrebonne, Argenteuil et de Monnoir, mais choisi d'y renoncer pour se concentrer sur l'entretien de Lavaltrie. En 1788, il est nommé juge de paix. Bien qu'il soit opposé à un changement constitutionnel, Lavaltrie est élu au 1er Parlement du Bas-Canada pour Warwick en 1792. Il ne se présente pas aux élections de 1796, où son gendre, Charles-Gaspard Tarieu de Lanaudière, élu à Warwick le remplace. Lavaltrie a également servi dans la milice locale, atteignant le grade de colonel.
Il meurt dans son manoir à Lavaltrie en 1810.